# Šomšić
Šomšić odnosno Somšić ili Šomošić (mađ. Somssich) je plemenitaška obitelj iz Mađarske. Nosili su naslov grofova. Imali su posjede u Bobovcu (Bobovec, Baboča). Podrijetlom su iz Šoprona u zapadnoj Mađarskoj.
Šomošići (Šomšići su i hrvatska plemićka obitelj iz Bačke.

## Povijest
Pankracije Šomšić (Pongratz Somssich) je potvrdu o plemstvu i ugarsku grbovnicu dobio u Beču 4. ožujka 1716.
Rodbinskim vezama i na druge načine obitelj Prinke došla je u posjede ove obitelji u Bobovcu u Mađarskoj i kod Križnice u Hrvatskoj. Prinke su toliko napredovali da su se iz rečenih razloga povremeno koristilo grbom grofova Šomšića.
U Hrvatskoj je u Dekanovcu najbogatiji i najznačajniji vlastelin tijekom 18. stoljeća bio Antun Somšić de Sard.

## Poznati pripadnici
- Josip Šomšić (József Somssich) (1864. – 1941.), odvjetnik, carska i kraljevski viši dvorski službenik, carska i kraljevski husarski poručnik, savjetnik u veleposlanstvu, državni tajnik
- Imre Somssich; danas se po njemu zove osnovna škola koja pokriva 9 općina u Šomođskoj županiji
- Antun Šomšić (Antal Somssich )
- Pavao Šomšić (Pál Somssich ), po njemu se zove gimnazija Somssich Pál Gimnázium

## Znamenitosti
- dvorac Somssich u klasicističkom stilu iz 1820. u Bobovcu

## Vanjske poveznice
- Obitelj Somssich de Saárd
- Hrvatski planinar Obitelj Somšić-Jelenski iz Sv. Helene, str. 51